# Frederic Gomis i Mestre
Frederic Gomis i Mestre (Reus, 3 de maig de 1827 - Madrid, 25 d'abril de 1875) fou un polític i empresari català, cosí de Cels Gomis i Mestre.

## Biografia
El seu pare, Anton Gomis i Cendra, era un botiguer d'Igualada instal·lat a Reus i la mare era Maria Antònia Mestre i Figuerola natural de Reus. Frederic Gomis era enginyer, i s'interessà pels problemes agraris. Quan hi va haver una plaga d'oïdi a les vinyes del Camp, cap al 1862, va defensar el canvi de conreu de la vinya pels avellaners, més aptes per als terrenys dolents i més rendibles, tot i que el seu conreu és més costós que el de la vinya. A la seva intervenció es pot deure en bona part la reconversió del Camp, fins aleshores essencialment vinícola. Fou un dels impulsors del Casino Reusenc, on el 1856 fundà la societat concessionària del ferrocarril de Reus a Tarragona amb Pau Canals i Joaquim Borràs i de March. Va ser gerent d'aquesta línia almenys des del 1869 fins al 1872. El 1863 va obtenir permís per a estudiar la viabilitat d'una línia de ferrocarril de Reus a Saragossa, però fa fracassar.
Amic del general Joan Prim i Prats, participà en la revolució de 1868, i va ser membre de la Junta Revolucionària de Madrid, ciutat on residia. Fou diputat del Partit Progressista per la circumscripció de Tarragona a les eleccions generals espanyoles de 1869, tot i la seva esclatant derrota a la ciutat de Reus, que li valgué acusacions de tupinada des del periòdic republicà reusenc La Redención del Pueblo. Com un dels caps visibles del partit monàrquic va fer gran quantitat d'actes polítics per la seva ciutat i comarca durant aquest període. Va presentar-se per la circumscripció de Valls a les eleccions de 1871 i per la d'Igualada a les eleccions generals espanyoles d'abril de 1872. El 20 de setembre de 1871 ell i Antoni Maria Fontanals i Miret acompanyaren Amadeu I en la seva visita a Terrassa.